# Pierre Magnol
Pierre Magnol (Montpellier, 8 juni 1638 – aldaar, 21 mei 1715) was een Franse botanicus. Magnol werd geboren in Montpellier, waar hij het grootste deel van zijn leven heeft gewoond en gewerkt. Hij kwam uit een protestantse familie, waardoor het lange tijd moeilijk voor hem was om een aanstelling op een hoge post of in een overheidsfunctie te bemachtigen. Op latere leeftijd werd hij hoogleraar in de botanie en directeur van de botanische tuin van Montpellier. Hij had zelfs korte tijd zitting in de Académie Royale des Sciences de Paris. Hij is van blijvend belang omdat hij een van de vernieuwers van de botanische classificatie was. Hij heeft als eerste het concept van plantenfamilies zoals we die nu nog kennen gepubliceerd. Zijn systeem was een natuurlijke classificatie, waarin planten worden gegroepeerd op basis van overeenkomende kenmerken in de hele plant.

## Opleiding
Pierre Magnol werd geboren in een familie van apothekers. Zijn vader Claude hield een apotheek, net als zijn grootvader Jean Magnol had gedaan. Pierre's moeder kwam uit een familie van artsen. Pierre's oudere broer Cesar volgde zijn vader op in de apotheek. Als een van de jongere kinderen had Pierre meer vrijheid in de keuze van zijn beroep, en hij wilde arts worden. Op jonge leeftijd was hij al geboeid geraakt door de natuur en vooral botanie. Als zoon van een apotheker ontbrak het in zijn directe omgeving ook niet aan kennis op dat terrein. In de tijd van Magnol gingen de studies der geneeskunde en botanie hand in hand. Hij schreef zich daarom op 19 mei 1655 in als geneeskundestudent aan de Universiteit van Montpellier.
Montpellier is een oude stad, gelegen op een belangrijk kruispunt van handelsroutes, rijk geworden door het handelen in allerlei waren die uit Spanje en vanaf de Middellandse Zee in Frankrijk werden ingevoerd, en het heffen van tol daarop. Ten tijde van Magnol was de stad al eeuwenlang een economisch en educatief centrum. De Universiteit van Montpellier was officieel gesticht in 1289 en het was de eerste Franse universiteit met een botanische tuin, geschonken door Hendrik IV in 1593, bedoeld voor de studie der geneeskunde en pharmacie. De medische faculteit trok studenten uit heel Europa. Beroemde botanici als François Rabelais (ca. 1493-1553), Leonhart Fuchs (1501-1566), Guillaume Rondelet (1507-1566), Charles de l'Ecluse (1526-1609) en Pierre Richer de Belleval (ca. 1564-1632) hebben allemaal aan deze faculteit gestudeerd. Magnol volgde zijn opleiding met andere woorden in een van de intellectuele en botanische hoofdsteden van de wereld.
Hij haalde zijn doctoraal (M.D.), tevens artsendiploma, op 11 januari 1659. Over zijn middelen van bestaan na het afronden van zijn studie is niets bekend. Magnol had geen rijke familie om hem te onderhouden en mogelijk verdiende hij geld als arts. Er is echter niets bekend over een artsenpraktijk van Magnol en het kan zijn dat hij die ook niet heeft gehad. Hij richtte zich in de jaren na zijn afstuderen in elk geval grotendeels op de botanie.

## Religie
Montpellier was een protestants bastion in het overwegend katholieke Frankrijk en Magnol werd calvinistisch opgevoed. De staatsgodsdienst was het Rooms-katholicisme maar met de uitvaardiging van het Edict van Nantes in 1598, hadden protestanten officieel godsdienstvrijheid gekregen en het recht om iedere functie te bekleden, inclusief overheidsfuncties. Het edict had evenwel geen eind gemaakt aan vervolging of discriminatie op grond van religie. Het Edict van Nantes werd in 1685 door Lodewijk XIV herroepen en op 30 oktober van datzelfde jaar zwoer Magnol, samen met zijn oudere broer Paul, het geloof van zijn ouders af.

## Carrière
Na het behalen van zijn artsendiploma doorkruiste Magnol ongeveer een kwart eeuw lang het landschap van de Languedoc en de Cévennes in het kader van de studie der planten, met uitstapjes naar de Alpen en de Pyreneeën.

### Koninklijk geneesheer
Zijn reputatie als plantkundige was snel gevestigd en werd ook bekend in Parijs. Daar hield Antoine Vallot (1594-1671), die zijn doctorsgraad aan de Universiteit van Montpellier had gehaald en nu lijfarts van de koning was, zich bezig met de botanische tuin, gesticht in 1635 maar reeds in verval geraakt. Vallot vaardigde in 1663 Denis Joncquet af naar Montpellier, dat een bloeiende botanische tuin had, om ter plekke samen met Magnol de mogelijkheden tot verbetering van de Parijse tuin te bestuderen. Joncquet keerde zo enthousiast over de ontvangst door Magnol terug in Parijs dat Vallot ervoor zorgde dat Magnol op 12 december 1663 het brevet "koninklijk geneesheer" kreeg, een eretitel zonder officiële functie. Het volgende jaar zond Vallot zijn vriend Guy-Crescent Fagon naar Magnol. De beide botanici sloten een hechte en duurzame vriendschap, die Magnol later nog van pas kwam.

### Afwijzingen
In 1664 ontstond er een vacature voor de functie "demonstrator van planten" aan de universiteit en Magnol werd voorgedragen voor de functie. Hij werd afgewezen als gevolg van religieuze discriminatie. Dit gebeurde opnieuw in 1667 toen hij de aangewezen kandidaat was voor de functie van hoogleraar in de geneeskunde. In 1668 kwamen er twee hoogleraarszetels vrij. Magnol solliciteerde en nam deel aan de openbare debatten. Zijn naam prijkte als eerste keus bovenaan de lijst die ter goedkeuring naar de koning ging maar hij werd geschrapt vanwege zijn protestantse geloof. De zetels gingen naar Jérôme Tenque en André Brunel.

### Faam
Intussen groeide zijn reputatie als botanicus. Door zijn tijdgenoten werd hij hoog aangeschreven en de vooraanstaande botanische instituten in Europa meldden zich bij hem met aanbiedingen van hun lidmaatschap. Hij correspondeerde met onder anderen John Ray, William Sherard en James Petiver in Engeland, Paul Hermann en Petrus Houttuyn in Leiden, Jan Commelin in Amsterdam, Johann Heinrich Lavater in Zurich en J. Salvador in Barcelona. John Ray bezocht Montpellier in 1665 en sprak daarna vol lof over Magnol als plantenkenner. Studenten stonden in de rij om deel te kunnen nemen aan zijn practica in de botanie. Onder hen Joseph Pitton de Tournefort (1656-1708). Voor zijn jonge toehoorders bracht hij in 1676 een alfabetische catalogus uit van de planten uit de regio. Het boek gaf een opsomming van 1354 plantensoorten, met hun kenmerken en aantekeningen over hun verspreiding, habitat en bloeitijden, en medicinaal of ander gebruik. Het succes van de catalogus was groot genoeg om er tien jaar later een herdruk van te laten verschijnen met een appendix met 106 nieuw toegevoegde soorten.

### Officieel docent
In 1687, twee jaar nadat Magnol het protestantse geloof had afgezworen, werd Michel Chicoyneau, kanselier van de universiteit en hoogleraar geneeskunde, naar Parijs geroepen. Hij vertrouwde Magnol de zorg toe voor het demonstreren van planten aan geneeskundestudenten, als "demonstrator van planten", wat hij tot ieders tevredenheid deed, niet alleen in de botanische tuin maar ook in het veld.
In 1694, tijdens een bezoek van Magnol in Parijs aan zijn vriend Fagon, die toen net een jaar lijfarts van de koning was, kwam het bericht dat Aimé Durant, hoogleraar geneeskunde aan de Universiteit van Montpellier, was overleden. Fagon bepleitte onmiddellijk de kwaliteiten van Magnol bij de koning, refererend aan de voordracht van 1668. Fagon slaagde in zijn opzet en Magnol kreeg op 13 september koninklijke goedkeuring voor zijn hoogleraarschap. Hij ging een van de vier zetels die in 1498 gecreëerd waren bekleden. Dat was niet de leerstoel in de botanie.
Ook al was hij niet officieel hoogleraar botanie, Magnol ging wél door met het geven van lessen in dat vakgebied, omringd door een indrukwekkend aantal studenten, onder wie Antoine de Jussieu en later zijn broer Bernard. Michel Chicoyneau, inmiddels oud geworden, deed in 1694 opnieuw een beroep op hem. Voor een periode van drie jaar, van 1694 tot 1697, werd Magnol directeur van de botanische tuin. Na die drie jaar kon Chicoyneaus zoon François de functie van demonstrator van planten op zich nemen maar vóór die tijd slaagde Magnol er nog wél in een Catalogus van de tuin uit te geven. De koning beloonde hem voor zijn diensten door hem tot "inspecteur voor het leven" van de tuin te boenoemen. Dulieu (1959) citeert zelfs een bron die zegt dat Magnol in de adelstand werd verheven.

### Société Royale des Sciences van Montpellier
Rond 1700 begonnen wetenschappers uit Montpellier regelmatig samen te komen in de bibliotheek van Bisschop Joachim Colbert om daar met elkaar de resultaten van hun werk te bespreken. Het waren met name François-Xavier Bon de Saint Hilaire (1678-1761), François de Plantade (1670-1741), Jean de Clapiès (1670-1740), Jean Astruc (1684-1766), François Gigot de Lapeyronie (1678-1747) en Pierre Magnol, en deze mannen richtten in februari 1706 de nieuwe Société Royale des Sciences op. Magnol bekleedde hierin een van de drie stoelen voor botanie. Hij liet in de bijeenkomsten weten dat hij zich bezighield met een nieuwe indeling van het plantenrijk en dat dit de hoofdmoot van zijn huidige werk was.

### Académie Royale des Sciences van Parijs
Op 28 december 1708 overleed onderwijl zijn vroegere student Joseph Pitton de Tournefort in Parijs en zijn stoel aan de Académie Royal des Sciences werd dadelijk aan Magnol aangeboden. Hij aanvaardde de eer in 1709. Toen hij zich in Parijs meldde werd hij buitengewoon hartelijk ontvangen door zijn nieuwe collegas maar zijn leeftijd (70) en het klimaat dwongen hem om snel terug te keren naar de Midi. Magnol was lid van de Académie van 5 februari 1709 tot 2 januari 1710.

## Laatste jaren
Na terugkeer uit Parijs verliet hij de Midi niet weer. Hij verdeelde zijn tijd tussen het onderwijs en zijn tuin, waar hij enkele zeldzame planten kweekte. Hij overleed in Montpellier op 21 mei 1715 en werd begraven in de kerk van Sainte-Anne, dicht bij zijn huis.

## Gezin
Magnol trouwde op 26 september 1671 met Alix Fabre, een bankiersdochter. Zij kregen meerdere kinderen. Antoine, een zoon, trad in de voetsporen van zijn vader en werd ook botanicus.

## Wetenschappelijke bijdragen
Magnol beschreef in de werken die hij publiceerde ruim 2000 planten uit de regio rond Montpellier. Daaronder ook planten die nieuw waren voor de wetenschap. Zijn belangrijkste bijdrage leverde hij echter met de publicatie van zijn Prodromus historiae generalis plantarum, waarin hij de term "familie" introduceerde, en een aanzet gaf tot het maken van determinatiewerken.
Wanneer wij een plant op naam willen brengen, dan pakken we een flora met een determineersleutel, en via een serie doorgaans eenvoudig waar te nemen kenmerken vinden we de naam van de plant zonder daarvoor de hele flora te hoeven lezen of kennen. In Magnols tijd bestonden zulke determinatiewerken niet en hij was de eerste die in een overzichtswerk de planten zo rangschikte dat ze eenvoudig in het boek gevonden konden worden.
Om de planten in zijn Prodromus te groeperen, gebruikte hij kenmerken van de hele plant en daarmee ontstond een "natuurlijke ordening", in tegenstelling tot een kunstmatige ordening die op een arbitrair gekozen deel is gebaseerd, bijvoorbeeld alleen de kenmerken van de vrucht, zoals bij Andrea Cesalpino in 1583. Magnol noemde de groepen die uit deze ordening als een eenheid naar voren kwamen "families". Dat is een opvallende term want wie er, zoals Magnol, van uitgaat dat alle soorten volgens het scheppingsverhaal door Goddelijke schepping ontstaan zijn, heeft geen reden te veronderstellen dat er verwantschappen tussen soorten bestaan. Ze zijn dan immers allemaal afzonderlijk van elkaar geschapen. Linnaeus classificeerde later de planten volgens een kunstmatig systeem en maakte geen gebruik van Magnols indeling, noch van de term familie. Antoine Laurent de Jussieu nam niet de term maar wél Magnols werkwijze over toen hij in 1789 zijn Genera plantarum publiceerde, en daarmee een serieuze poging deed tot een "natuurlijke classificatie". Wat wij tegenwoordig als "familie" kennen werd door De Jussieu met de Latijnse term Ordo (of Ordo naturalis) aangeduid. Eerder was de term familie al wel gebruikt toen Michel Adanson zijn Familles des Plantes publiceerde. De door hem voorgestelde indeling, en zijn nieuwe nomenclatuur vonden echter weinig navolging. Na De Jussieu bleef de term "Ordo" lange tijd in gebruik. Daar kwam pas verandering in toen Henri Ernest Baillon vanaf 1861 in het tijdschrift Adansonia (nota bene) notities over "families" begon te schrijven.

## Publicaties
- 1676, Botanicum Monspeliense, sive Plantarum circa Monspelium nascentium index. (Lyon). [Flora van Montpellier, of een lijst van planten die rond Montpellier groeien.][23]
- 1686, Botanicum Monspeliense, sive Plantarum circa Monspelium nascentium index. Adduntur variarum plantarum descriptiones et icones. Cum appendice quae plantas de novo repertas continet et errata emendat. (Montpellier). [Flora van Montpellier, of een lijst van planten die rond Montpellier groeien, waaraan beschrijvingen en afbeeldingen van verschillende planten zijn toegevoegd. Met een appendix die nieuw gevonden planten bevat en [eerder gemaakte] fouten corrigeert.]
- 1689, Prodromus historiae generalis plantarum, in quo familiae plantarum per tabulas disponuntur. (Montpellier). [Aanzet tot een algemene geschiedenis der planten, waarin de plantenfamilies in tabellen zijn gerangschikt.][24]
- 1697, Hortus regius Monspeliense, sive Catalogus plantarum quae in Horto Regio Monspeliensi demonstrantur. (Montpellier). [De Koninklijke Plantentuin van Montpellier, of een catalogus van de planten die in de koninklijke plantentuin van Montpellier worden getoond.]
- 1720, Novus caracter [sic] plantarum, in duo tractatus divisus: primus, de herbis & subfructibus, secundus, de fructibus & arboribus. (Montpellier). [Nieuwe kenschets van planten, verdeeld in twee behandelingen: de eerste over kruiden en kleine struikachtigen, de tweede over struiken en bomen.], postume uitgave, verzorgd door zijn zoon Antoine Magnol (1676-1759).[25]

## Eponiemie
Charles Plumier noemt in 1703 het geslacht Magnolia naar hem.
- Biblioteca Nacional de España: XX1012116
- Bibliothèque nationale de France: cb13488829s (data)
- Author citation (botany): Magnol
- Gemeinsame Normdatei: 140333894
- International Standard Name Identifier: 0000 0000 7366 5944
- Library of Congress Control Number: n85812154
- Nederlandse Thesaurus van Auteursnamen: 214133362
- Istituto Centrale per il Catalogo Unico: PUVV255339
- Système universitaire de documentation: 035778377
- Virtual International Authority File: 66619287
- WorldCat: E39PBJcgx9pXwvqR4TPvXjGCQq